# Hotshot (zespół muzyczny)
Hotshot (kor. 핫샷, zapis stylizowany: HOTSHOT) – południowokoreański boysband założony przez Star Crew Entertainment w 2014 roku. Oficjalnie zadebiutował 29 października 2014 roku wydając cyfrowy singel „Take A Shot”. Grupa składała się z sześciu członków: Junhyuk, Timoteo, Taehyun, Sungwoon, Yoonsan oraz Hojung.

## Historia
Hotshot wydali debiutancki singel „Take A Shot” 29 października 2014 roku.
6 grudnia ogłoszono, że Hotshot uczestniczyli w wypadku samochodowym w drodze powrotnej z Show! Music Core, członkowie odnieśli drobne obrażenia.
Zespół wydał drugi cyfrowy singel, pt. „Midnight Sun”, 25 marca 2015 roku. Miesiąc później, 24 kwietnia, ukazał się ich pierwszy minialbum Am I Hotshot?. Na płycie znalazło się pięć piosenek, razem z głównym singlem „Watch out” oraz wcześniej wydanymi „Take A Shot” i „Midnight Sun”.
2 lipca ukazał się repackage pierwszego minialbumu, pod nowym tytułem I'm A Hotshot. Zawierał dodatkowo dwie nowe piosenki, w tym główną „I'm A Hotshot”.
8 czerwca 2016 roku Hotshot wydali pierwszy japoński singel „Step By Step”. Uplasował się na 35 pozycji listy singli Oriconu.
W pierwszej połowie 2017 roku Taehyun i Sungwoon wzięli udział w programie survivalowym Produce 101 Season 2, emitowanym na Mnet. W finale programu Sungwoon zajął ostatecznie 11 miejsce i został członkiem projektowej męskiej grupy Wanna One. Taehyun został wyeliminowany, zajmując 25. pozycję w klasyfikacji generalnej. Ze względu na charakter umowy między członkami Wanna One i CJ E&M, Sungwoon będzie promował jako członek Wanna One do końca grudnia 2018 roku, po czym wróci do promowania jako członek Hotshot.
Pozostałych pięciu członków wydało 15 lipca 2017 roku singel „Jelly”. Po emisji programu Star Crew Entertainment potwierdziło, że Taehyun dołączy do grupy JBJ, złożonej przez fanów, i będzie promować przez siedem miesięcy w ramach Fave Entertainment. Zespół JBJ zadebiutował 18 października 2017 roku był aktywny 30 kwietnia 2018 roku.
Od października 2017 roku do lutego 2018 roku Timoteo i Hojung uczestniczyli w programie telewizyjnym Idol Rebooting Project: The Unit. W finale programu Hojung zajął 3. miejsce, dołączając do składu grupy projektowej UNB; Timoteo zajął 10. miejsce.
Na początku września 2018 roku przedstawiciel agencji potwierdził plany comebacku w pięcioosobowym składzie. Drugi minialbum Early Flowering, składający się z pięciu piosenek, ukazał się 15 listopada.
30 marca 2021 roku StarCrew Entertainment ogłosiło, że zespół Hotshot został rozwiązany.

## Członkowie
| Pseudonim   | Pseudonim | Prawdziwe imię         | Prawdziwe imię | Data urodzenia            | Pozycja               |
| Latynizacja | Hangul    | Latynizacja            | Hangul         | Data urodzenia            | Pozycja               |
| ----------- | --------- | ---------------------- | -------------- | ------------------------- | --------------------- |
| Junhyuk     | 준혁      | Choi Jun-hyuk          | 최준혁         | 21 kwietnia 1992(dts)     | lider, główny wokal   |
| Timoteo     | 티모테오  | Kim Timoteo            | 김티모테오     | 25 stycznia 1993(dts)     | wokal, raper, tancerz |
| Taehyun     | 태현      | Noh Tae-hyun           | 노태현         | 15 października 1993(dts) | wokal, główny tancerz |
| Sungwoon    | 성운      | Ha Sung-woon           | 하성운         | 22 marca 1994(dts)        | główny wokal          |
| Yoonsan     | 윤산      | Yoonsan Yoon Sang-hyuk | 윤산 윤상혁    | 22 sierpnia 1994(dts)     | główny raper          |
| Hojung      | 호정      | Ko Ho-jung             | 고호정         | 20 października 1994(dts) | wokal, tancerz        |

## Dyskografia

### Minialbumy
| Rok                                            | Dane dot. albumu | Najwyższa pozycja | Sprzedaż       |
| Rok                                            | Dane dot. albumu | KOR               | Sprzedaż       |
| ---------------------------------------------- | --- | ----------------- | -------------- |
| 2015                                           | Am I Hotshot? - Wydany: 24 kwietnia 2015 - Wytwórnia: K.O Sound, CJ E&M - Format: CD, digital download                                    | 11                | - KOR: 2547+   |
| 2015                                           | I'm A Hotshot - Wydanie ponowne płyty Am I Hotshot?. - Wydany: 2 lipca 2015 - Wytwórnia: K.O Sound, CJ E&M - Format: CD, digital download | 13                | - KOR: 1647+   |
| 2018                                           | Early Flowering - Wydany: 15 listopada 2018 - Wytwórnia: Star Crew Entertainment - Format: CD, digital download                           | 10                | - KOR: 10 433+ |
| "–" oznacza, że wydawnictwo nie było notowane. | |                   |                |

## Single
- „Take A Shot” (2014)
- „Midnight Sun” (2015)
- „Watch Out” (2015)
- „I'm A Hotshot” (2015)
- „Step By Step” (2016)
- „Jelly” (2017)